# زول
جاء في قاموس لسان العرب وكذلك المعجم الوسيط أن كلمة زول تعني الشجاع كذلك الذكي أو الفطن وزاد بعض المجتهدين أن الزول هو السمح الكريم وهو الكيس اللطيف وقالوا غير ذلك. هذه المعاني المعجمية هي التي ذهب إليها أكثر من حاول تفسير هذه الكلمة رغم ورود معاني أخرى لعلها كانت أصلا محتملا لهذه الكلمة. لكن معنى كلمة زول في الخطاب السوداني لا ينصرف إطلاقا إلى شيء من تلك الخيارات.
تعني كلمة«زول» في اللهجة العربية السودانية «شخص» إلا أن كلمة شخص أوسع دلالة من كلمة زول وهذا ما سنوضحه لاحقا. أما الأصل الأكثر احتمالا لهذه الكلمة فهو الفعل زال يزول زوالا وزولانا إذا تحول أو انتقل فإذا علمت أن التحول والانتقال لا يكون إلا بحركة فقد انصرف المعنى ليفيد مجرد التحرك ليس أكثر وهنا كانت بداية تطور هذه الكلمة دلاليا في وادي النيل لتدخل وتستقر في قاموس اللغة النوبية اللغة السابقة للعربية بذات المعنى. هكذا تحددت دلالة هذه الكلمة فصارت بمعنى المتحرك أو المتردد الحركة.

## الأصل
يحتوي قاموس اللغة النوبية كلمة «سلن/sollon» بمعنى تحرك أو تأرجح، ومنها كلمة «سلالى / sollale» أو المرجاحة «سل تيقن / solla teegon» بمعنى جلس جلسة المتهئ للتحرك أو جلس القرفصاء. أما «سول / solon» فتعني في النوبية الحركة المتوهمة أو تخيل حركة الشيء وتوهمها، ثم جاء تطور آخر للكلمة لتعني مطلق الخيال أو الشبح وهي في النوبية «سول».من هنا انصرفت كلمة «سول» لتعني المجدار الذي كان كثير الاستعمال والشيوع، وقد أشار إلى ذلك بوركهاردت الرحالة الأوربي الذي زار بلاد النوبة في أوائل القرن التاسع عشر وذكر أن المجادير تكثر في بلاد النوبة وأن يقيمونها في مزارعهم لتخويف الطيور وتنفيرها وأنها تنصب في هيئة الإنسان. وهكذا انصرف معنى كلمة «سول» لخيال الإنسان تحديدا. ومن هنا تشكل معنى هذه الكلمة ليطلق على الشخص غير واضح الملامح أو الشخصية وربما الإنسان المجهول. وبهذه المعاني دخلت كلمة «سول» قاموس العربية السودانية. ومن ثم قلب السين زايا وهو جائز لغويا وعموم قلب الحروف ظاهرة مميزة لعربية السودان.
اكتساب كلمة «زول» بعض سمات الاسم في اللغة النوبية يدل على أنها مرتدة عن اللغة النوبية اكتسابها. على سبيل المثال لا توجد ظاهرة المذكر والمؤنث في نحو اللغة النوبية، فالاسم يحتمل التذكير والتأنيث إلا أن يكونا مختصا أو أريد الاختصاص لسبب فيضاف عند الضرورة كلمة ذكر، ولما كان ذلك كذلك مما هو ممتنع في العربية فقد اقتصرت هذه الكلمة على صيغة المذكر دون المؤنث في عربية السودان، فلا تقل زولة تريد الإشارة للمرأة وإلا ضحك عليك القوم، فـ «زولة» لا وجود لها في قاموسهم لا ترد على ألسنتهم. شاهد آخر على تحول هذه الكلمة عن النوبية أن كلمة «زول» لا تجمع في سائر استعمالاتها، فلا تأتي إلا في صيغة المفرد فلا تقولن أزوال أو زواويل. وهي كذلك في اللغة النوبية فلا ترد إلا مفردة رغم أمكانية جمعها.
الشاهد الثالث هو السياق اللغوي الذي تستعمل فيه هذه الكلمة. صحيح أن كلمة «زول» تعني شخص ـ كما أشرنا ـ إلا أن الأخير أوسع دلالة بينما «زول» مع ضيق دلالتها تستعمل في سياقات محددة وذلك في تصوري راجع لأثر اللغة النوبية التي وضعتها من قبل في ذات السياقات. فهي كلمة مرنة لفظا محدودة الدلالة.

## استخدامها في العامية السودانية
كلمة «زول» في الخطاب السوداني ليس مطلق الاستعمال كما يظن بعضهم، وإنما يكون في سياقات محددة. السياق الشائع أن تأتي مع المفرد الغائب فلا تأتي مع المتكلم ولا تجد شخصا يقول مثلا «أنا زول كذا» إلا فيما ندر. كذلك لا تأتي مع المخاطب إلا في إحدى الحالات التالية: 1- عند التهكم، التعجب، الغضب أو في عموم حالات الانفعال.. يقول قائلهم مخاطبا «يا زول مالك !!؟».. «يا زول أنت ماك نصيح !!؟».. «عليكم الله شوفو الزول ده». 2- في حالات التودد والمداعبة ولا يكون هذا إلا مع صديق أو شخص مقرب فتقول «يا زول وين أنت؟» أو «يا زول مشيت وين !؟» أو«يا زول ارح معنا» وهكذا 3- إذا كان مجهولا غير معروف أصلا مثلا «يا زول إنت من وين؟» أو «يا زول أهلك من وين؟» تريد التعرف إليه حقيقة.
لا تطلق كلمة زول على كل شخص معروف أو معلم بزي رسمي أو مكانة أو هيئة، فلا يقال للشرطي مثلا يا زول. كما لا يشار بها على من تبدو عليه سمات الهيبة والوقار تماما كما لا تطلق على كل ذي منصب مرموق أو مكانة اجتماعية، لما تتضمنه هذه الكلمة من إيحاءات التجهيل أو الاستخفاف وهنا تكمن مزالق هذه الكلمة للذي لا يحسن استعمالها. في بعض دول الخليج يطلقون «زول» على السودانين ويخاطبون بذلك كل سوداني وذلك تلطفا ومداعبة.

## في الشعر الغنائي السوداني
يأتي استعمال كلمة زول مع الغائب المفرد وهذا الغائب ربما يكون شخصا مجهولا أو غريبا أو لا يريدون تسميته أو تشخيصه فيكتفون بالإشارة إليه زولا. يقولون «الزول الكان واقف هناك».. «الزول داك منو؟».. «نمشي نشوف الزول داك».. «فلان زولا ماكن». من هذا المدخل تأتي كلمة «زول» للإشارة إلى المحبوب في الشعر الغنائي السوداني وأنت تعلم أن الشعراء من سالف عهدهم لا يصرحون بأسماء محبوباتهم. قال الشاعر الغنائي:
وقال آخر:
ففي هذه المقاطع الغنائية السابقة أطلق الشاعر كلمة زول تعريضا عن ذكر محبوبته وكان مذهب المحبيين دائما إشهار الحب وإظهار الوجد دون التعرض للحبيبة، فالحبيبة مجهولة وستظل كذلك أما حبه فسيغني به ويردد معه الركبان.
أما في هذا البيت الغنائي:
فقد اختصر الشاعر السياقات اللغوية لهذه الكلمة ببراعة، ففي صدر البيت قصد بكلمة زول المحبوبة بينما المراد في الثانية مطلق الشخص من غير تحديد. ومن هذا القبيل قول الشاعر:
فكلمة «زول» هنا تحتمل المعنيين السابقين.
ومما جاء في الشعر الغنائي السوداني الحافل بالروائع من إطلاق كلمة «زول» لمطلق الإشارة للشخص أو الإنسان قول الشاعر:
وما بنشوف في الدنيا متعة وكل زول غيرك نمـله